# Joanna Dworakowska
Joanna Dworakowska (ur. 21 października 1978 w Warszawie, zm. 13 kwietnia 2024) – polska szachistka, arcymistrzyni od 1997, posiadaczka męskiego tytułu mistrza międzynarodowego od 2001 roku.

## Życiorys

### Kariera szachowa
Pierwszy poważny sukces odniosła w 1993 r., zwyciężając w mistrzostwach Polski juniorek do lat 20. W tym samym roku po raz pierwszy wystąpiła w finale mistrzostw Polski seniorek w Lublinie. W kolejnych latach wielokrotnie startowała w finałowych turniejach o mistrzostwo kraju, zdobywając 7 medali: trzykrotnie złote (1997, 1998, 2001), trzykrotnie srebrne (1995, 2000, 2003) oraz brązowy (2006). Jest również wielokrotną medalistką mistrzostw Polski w błyskawicznych (w tym trzykrotnie złotą: 1997, 2002, 2007) oraz pięciokrotną złotą medalistką drużynowych mistrzostw Polski (2000, 2001, 2007, 2008, 2011).
W 1996 r. zwyciężyła w turnieju rozegranym w Krynicy. Duży sukces odniosła w mistrzostwach świata kobiet w roku 2001 w Moskwie, awansując do III rundy (w II rundzie zwyciężyła byłą wicemistrzynię świata, Nanę Ioseliani). Rok później podzieliła IX - XII miejsce w Pucharze Świata rozegranym w Hyderabadzie.
Wielokrotnie reprezentowała Polskę na mistrzostwach świata oraz Europy. Jest wicemistrzynią świata juniorek do lat 20 (Żagań 1997), dwukrotną brązową medalistką mistrzostw Europy w szachach szybkich (2000 i 2006) oraz srebrną medalistką akademickich mistrzostw świata (Stambuł 2004). 
Oprócz tego, wielokrotnie reprezentowała Polskę w rozgrywkach drużynowych, m.in.:
- sześciokrotnie na olimpiadach szachowych (w latach 1996, 1998, 2000, 2002, 2004, 2010); medalistka: wspólnie z drużyną – brązowa (2002)[5],
- na drużynowych mistrzostwach świata (w roku 2009); medalistka: indywidualnie – brązowa (2009 – na III szachownicy)[6],
- sześciokrotnie na drużynowych mistrzostwach Europy (w latach 1999, 2001, 2005, 2007, 2009, 2013); trzykrotna medalistka: wspólnie z drużyną – złota (2005), srebrna (2007) oraz indywidualnie – srebrna (2009 – na IV szachownicy)[7],
- na drużynowych mistrzostwach świata juniorów do 20 lat (w roku 1998); dwukrotna medalistka – wspólnie z drużyną – srebrna oraz indywidualnie – złota (na III szachownicy)[8].

Najwyższy ranking w karierze osiągnęła 1 kwietnia 2002 r., z wynikiem 2445 punktów zajmowała wówczas 24. miejsce na światowej liście FIDE, jednocześnie zajmując pierwsze wśród polskich szachistek.

### Śmierć i pogrzeb
Zmarła dnia 13 kwietnia 2024 roku. Uroczystości pogrzebowe odbyły się w dniu 19 kwietnia 2024, rozpoczęła je msza św. w Kościele pw. Maryi Matki Zawierzenia na Wawrzyszewie.